# Zołota Bałka
Zołota Bałka (ukr. Золота Балка) – wieś na Ukrainie, w obwodzie chersońskim, w rejonie berysławskim. W 2001 liczyła 1681 mieszkańców, spośród których 1617 posługiwało się językiem ukraińskim, 58 rosyjskim, 5 białoruskim, a 1 innym.